# Área metropolitana de Glens Falls
El Área Metropolitana de Glens Falls y oficialmente como Área Estadística Metropolitana de Glens Falls, NY MSA tal como lo define la Oficina de Administración y Presupuesto, es un Área Estadística Metropolitana centrada en la ciudad de Glens Falls en el estado estadounidense de Nueva York. El área metropolitana tenía una población en el Censo de 2010 de 128.923 habitantes, convirtiéndola en la 298.º área metropolitana más poblada de los Estados Unidos. El área metropolitana de Glens Falls comprende dos condados y la ciudad más poblada es Glens Falls.

## Composición del área metropolitana

### Condados
- Condado de Warren
- Condado de Washington

### Lugares con más de 10,000 habitantes
- Glens Falls (Principal ciudad)
- Kingsbury  (pueblo)
- Queensbury   (pueblo)

### Lugares entre 5,000 a 10,000 habitantes
- Fort Ann  (pueblo)
- Fort Edward  (pueblo)
- Glens Falls North  (lugar designado por el censo)
- Granville  (pueblo)
- Hudson Falls  (villa)
- West Glens Falls  (lugar designado por el censo)

### Lugares entre 2,500 a 5,000 habitantes
- Argyle  (pueblo)
- Chester  (pueblo)
- Fort Edward  (villa)
- Granville  (villa)
- Lake George  (pueblo)
- Lake Luzerne   (pueblo)
- Salem  (pueblo)
- Warrensburg  (pueblo)
- White Creek  (pueblo)
- Whitehall  (pueblo)
- Whitehall  (villa)

### Lugares entre 1,000 a 2,500 habitantes
- Bolton  (pueblo)
- Cambridge  (pueblo)
- Cambridge  (villa)
- Easton  (pueblo)
- Greenwich  (pueblo)
- Greenwich  (villa)
- Hartford  (pueblo)
- Hebron  (pueblo)
- Horicon   (pueblo)
- Jackson  (pueblo)
- Johnsburg   (pueblo)
- Lake Luzerne-Hadley (lugar designado por el censo; parcial)
- Thurman  (pueblo)

### Lugares de menos de 1,000 habitantes
- Argyle  (villa)
- Dresden  (pueblo)
- Fort Ann  (villa)
- Hague  (pueblo)
- Hampton  (pueblo)
- Lake George  (villa)
- Putnam  (pueblo)
- Salem  (villa)
- Stony Creek   (pueblo)

### Aldeas
- East Greenwich (aldea)
- Chestertown (aldea)